# Sarcophaga beeri
Sarcophaga beeri är en tvåvingeart som beskrevs av Carroll William Dodge 1966. Sarcophaga beeri ingår i släktet Sarcophaga och familjen köttflugor. Inga underarter finns listade i Catalogue of Life.